# Bitka pri Cušimi
Bitka pri Cušimi (japonsko 対馬沖海戦, Cusimaoki-Kaisen, rusko Цусимское сражение, Cusimskoje sraženije), tudi bitka v prelivu Cušima in pomorska bitka v Japonskem morju (japonsko 日本海海戦, Nihonkai-Kaisen), je bila velika pomorska bitka med Ruskim imperijem in Japonsko med rusko-japonsko vojno. Bila je prva in doslej edina bitka v pomorski zgodovini, v kateri so se borile sodobne flote jeklenih bojnih ladij in prva pomorska bitka, v kateri je radio igral ključno vlogo. Opisali so jo kot »umirajoč odmev starega obdobja – zadnjič v zgodovini pomorskega bojevanja so se bojne ladje poražene flote predale na odprtem morju«.
Potekala je med 27. in 28. majem (14.–15. maj po julijanskem koledarju, ki se je takrat uporabljal v Ruskem imperiju) 1905 v Cušimskem prelivu med Korejo in južno Japonsko. V bitki je japonska flota pod poveljstvom admirala Tōga Heihachira uničila rusko floto pod poveljstvom admirala Zinovija Rožestvenskega, ki je prepotovala več kot 18.000 navtičnih milj (33.000 km) do daljnega vzhoda. Sir George Sydenham Clarke je v Londonu leta 1906 zapisal, da je »bitka pri Cušimi daleč največji in najpomembnejši pomorski dogodek po bitki pri Trafalgarju«; nekaj desetletij pozneje se je zgodovinar Edmund Morris strinjal s to oceno. Uničenje flote je povzročilo grenak odziv ruske javnosti, kar je vodilo v mirovno pogodbo septembra 1905 in nadaljnjih bitk ni bilo. Na Japonskem so jo po drugi strani proslavili kot eno največjih pomorskih zmag v japonski zgodovini, admiral Tōgō pa je od takrat dalje veljal za narodnega heroja. Bojna ladja Mikasa, s katere je Tōgō poveljeval v bitki, je še dandanes ohranjena kot muzejska ladja v pristanišču Jokosuka.
Pred rusko-japonsko vojno so države gradile bojne ladje z mešanimi baterijami, večinoma s 152 mm, 203 mm, 254 mm in 305 mm topovi. Namenjene so bile bojem v bitkah flote proti floti, na bojni liniji, v bližini sovražnikovih ladij. Bitka pri Cušimi pa je pokazala, da hitrost bojnih ladij in veliki topovi z velikim dosegom v pomorskih bitkah zagotavljajo večjo prednost kot mešane baterije različnih velikosti.

## Ozadje

### Spopad na Daljnem vzhodu
8. februarja 1904 so rušilci Japonske cesarske mornarice izvedli nepričakovan napad na rusko Tihooceansko floto, ki je bila zasidrana v Port Arthurju. V napadu so bile poškodovane tri ladje – dve bojni ladji in ena križarka. Tako se je začela rusko-japonska vojna. Prvi cilj Japonske je bil zaščititi svoje linije komunikacije in oskrbo posestev na celinski Aziji, in na ta način omogočiti začetek kopenske vojne v Mandžuriji. V ta namen je bilo nujno nevtralizirati rusko pomorsko moč na Daljnem vzhodu. Ruske pomorske sile so sprva ostale pasivne in se niso spopadle z Japonci, ki so začeli izvajati amfibijskodesantne operacije v Koreji in pri tem niso naletele na obrambo. Rusom je dal ponovni zagon prihod admirala Stepana Makarova in dosegli so nekaj uspehov proti Japoncem, vendar je 13. aprila poveljniška ladja Makarova Petropavlovsk zadela mino in se potopila; med mrtvimi je bil tudi Makarov. Njegovi nasledniki niso uspeli izzvati Japonske cesarske mornarice in Rusi so bili odtlej prikovani na svoje pomorsko oporišče v Port Arthurju.
Maja so Japonci izvedli izkrcanje sil na polotoku Ljaodong in avgusta začeli z obleganjem pomorskega oporišča Port Arthur. 9. avgusta je admiral Wilgelm Vitgeft, poveljnik 1. tihooceanske eskadre, prejel ukaz za evakuacijo flote v Vladivostok in za združitev s tamkajšnjo eskadro ter nato za spopad z Japonsko cesarsko mornarico v odločilni bitki. Obe eskadri ruske Tihooceanske flote sta se razkropili med bitkami v Rumenem morju 10. avgusta, ko je admirala Vitgefta ubila topovska salva z bojne ladje Asahi in bitko pri Ulsanu 14. avgusta 1904. Ladje, ki so ostale od ruske tihooceanske pomorske moči, so potopili v Port Arthurju.

### Odhod
Z neaktivnostjo 1. tihooceanske eskadre po smrti Makarova in ožanjem japonske zanke okoli Port Arthurja so Rusi začeli razmišljati o napotitvi dela Baltske flote na Daljni vzhod. Port Arthur so nameravali osvoboditi z morja, se povezati s 1. tihooceansko eskadro in prevladati nad Japonsko cesarsko mornarico ter odložiti japonsko napredovanje v Mandžurijo, dokler ne bi prispele ruske okrepitve po Transsibirski železnici in prevladale nad japonskimi kopenskimi silami v Mandžuriji. Ko se je položaj na Daljnem vzhodu poslabšal, se je car, ki ga je opogumil njegov nečak Viljem II., strinjal z oblikovanjem 2. tihooceanske eskadre. Le-to naj bi sestavljalo pet divizij Baltske flote, kar naj bi vključevalo 11 od njenih 13 bojnih ladij. Eskadra je med 15. in 16. oktobrom 1904 zapustila baltski pristanišči Reval in Libau (floti Rožestvenskega in Fölkersahma), 3. novembra 1904 pa črnomorsko pristanišče Odesa (oklepni križarki Oleg in Izumrud ter pomožni križarki Rion in Dnjeper pod poveljstvom kapitana Leonida Dobrotvorskega), v skupni moči 42 bojnih in pomožnih ladij.

### Dogger Bank
Floti Rožestvenskega in von Fölkersahma sta izpluli skozi Baltsko v Severno morje. Rusi so prestregli lažna poročila o japonskih torpednih čolnih na tem območju in so delovali v stanju visoke pripravljenosti. V incidentu pri Dogger Banku je ruska flota pri nasipu Dogger Bank ponoči zamenjala skupino britanskih ribiških ladij za sovražne japonske ladje. Flota je streljala na civilne ladje in ubila več britanskih ribičev. Ena ribiška ladja se je potopila, šest drugih pa je bilo poškodovanih. V zmedi so Rusi streljali celo na dve lastni ladji, pri čemer so ubili nekaj lastnih mož. Streljanje se je nadaljevalo dvajset minut, dokler ni Rožestvenski ukazal zaustavitev ognja. Večje število žrtev je preprečila le zelo slaba natančnost ruskih topov.
Britanci so bili zaradi incidenta ogorčeni in niso verjeli, da bi Rusi lahko zamenjali skupino ribiških ladij za japonske vojne ladje, tisoče kilometrov od najbližjega japonskega pristanišča. Združeno kraljestvo je skoraj vstopilo v vojno na strani Japonske, s katero je imelo skupni obrambni sporazum (vendar je bila v vojni nevtralna, saj je njuna pogodba vsebovala določene izjeme za japonska dejanja na Kitajskem in v Koreji). Kraljeva vojna mornarica je sicer izplula in spremljala rusko floto, v tem času pa je bil dosežen diplomatski sporazum: Francija, ki je poskušala povezati Britance in Ruse v protinemškem bloku, je diplomatsko posredovala in dosegla, da se je Velika Britanija vzdržala vojne napovedi. Rusi so bili prisiljeni sprejeti odgovornost za incident, ribičem plačati odškodnino in izkrcati častnike, ki so bili osumljeni napačnih odločitev, da so lahko v nadaljnji preiskavi posredovali dejstva o napadu.

### Plovba
Skrbi, da ne bi ugrez novejših bojnih ladij, ki je bil občutno večji kot načrtovano, preprečil prehoda skozi Sueški prekop, so po tem, ko so 3. novembra 1904 zapustile Tangiers, vodile v ločitev flot. Novejše bojne ladje in nekaj križark je pod poveljstvom admirala Rožestvenskega nadaljevalo okrog Rta dobrega upanja, medtem ko so starejše bojne ladje in lažje križarke pod poveljstvom admirala von Fölkersahma nadaljevale pot skozi Sueški prekop. Obe floti sta načrtovali ponovno srečanje pri Madagaskarju, kar se je tudi zgodilo.
Daljše potovanje okrog Afrike je pustilo posledice na ruskih posadkah pod poveljstvom Rožestvenskega, »ki niso nikoli izkusili tako drugačne klime, ali bili tako dolgo na morju«, »pogoji na ladjah pa so se poslabšali, bolezni ter težave z dihanjem so povzročile smrt več mornarjev«. Potovanje po razburkanem morju je trajalo pol leta, pri tem pa je bilo težko pridobiti premog za gorivo, saj ladje legalno niso smele vstopiti v pristanišča nevtralnih držav, morala pa je zelo nazadovala. Rusi so potrebovali 450.000 ton premoga in 30–40 ponovnih polnjenj, da so dosegli francosko Indokino (zdaj Vietnam). Premog je dostavilo 60 ladij za premog družbe Hamburg-Amerika. Do aprila oz. maja 1905 se je ponovno združena flota zasidrala v zalivu Cam Ranh v francoski Indokini.
Rusi so prejeli ukaz za preboj obleganja pristanišča Port Arthur, vendar je bojne ladje v pristanišču potopilo topništvo japonskih kopenskih sil. Sicer močno utrjeno mesto je tako padlo že 2. januarja, takoj po prihodu 2. tihooceanske eskadra v Nossi Be na Madagaskarju in še pred prihodom Fölkersahmovega dela. Novi cilj je tako postal združitev s preostalimi ruskimi ladjami v pristanišču Vladivostok in se nato spopasti z japonsko floto.

## Uvod
Ruskim ladjam so za vstop v Japonsko morje in vplutje v Vladivostok ostale tri poti: daljši sta bili La Pérousov preliv in Tsugarujski preliv ob straneh Hokaida. Admiral Rožestvenski ni razkril svoje izbire niti svojim podrejenim vse do 25. maja, ko je postalo očitno, da je z ukazom pluti na severovzhod izbral Cušimo. To se je zgodilo po ločitvi transportnih ladij Jaroslavl, Vladimir, Kuronija, Voronež, Livonija in Meteor ter pomožnih križark Rion in Dnjepr, ki so jim ukazali odpluti v bližje nevtralno pristanišče Šanghaj.:1. knjiga, 4. del Cušimska ožina je morski preliv vzhodno od skupine otokov Cušima, ki ležijo na pol poti med japonskim otokom Kjušu in Korejskim polotokom ter je najbližja in najbolj neposredna pot iz Indokine. Za druge poti bi flota morala pluti vzhodno od Japonske. Japonska kombinirana flota in ruski 2. ter 3. tihooceanska eskadra iz Baltskega morja z 38 ladjami sta se spopadli v prelivih med Korejo in Japonsko blizu Cušime.:1. knjiga, 4. del
Zaradi 29.000 km dolgega potovanja je bila ruska flota v razmeroma slabem stanju za bitko. Poleg štirih najnovejših bojnih ladij razreda Borodino je bila 3. divizija admirala Nebogatova sestavljena iz starejših in slabo vzdrževanih vojnih ladij. Na splošno ni imela nobena izmed strani očitne manevrske prednosti. Dolgo potovanje, skupaj s pomanjkanjem priložnosti za vzdrževanje, je pomenilo, da so bile ruske ladje močno obraščene, kar je precej zmanjšalo njihovo hitrost. Japonske ladje so lahko dosegle hitrost 15 vozlov (28 km/h), ruske ladje pa le 14 vozlov (26 km/h), in še to samo v kratkih intervalih.
Poleg tega sta bila oprema in usposabljanje flote Ruske vojne mornarice precej pomanjkljiva. Pomorski preizkusi ruskih torpedov so razkrili velike tehnološke napake.
Največja prednost admirala Tōga so bile izkušnje, saj je bilo vseh pet od desetih poveljnikov obeh flot, ki so že imeli določene bojne izkušnje, na njegovi strani in na krovu sodobnih bojnih ladij.
Drugi so bili vsi ruski admirali, ki jih je premagal, vključno z Oskarjem Starkom, ki je izgubil poveljstvo po svojem sramotnem porazu v napadu na Port Artur, admiralom Stepanom Makarovom, ki ga je ubila mina pred Port Arthurjem in Wilgelmom Vitgeftom, ki je bil ubit v bitki v Rumenem morju.

## Bitka

### Prvi stik
Ker so Rusi želeli neodkriti zapluti v Vladivostok, so, ko so zapluli v japonske vode, pluli izven rednih pomorskih kanalov, da bi zmanjšali možnost odkritja. 26. maja 1905 pomoči se je ruska flota približala Cušimi.
Ponoči je bila nad prelivom gosta megla, kar je dajalo Rusom prednost. 7. maja ob 2.45 po japonskem standardnem času je japonska pomožna križarka Šinano Maru opazila tri luči na ladji na obzorju in se približala, da bi jih preučila. Luči so pripadale ruski bolniški ladji Orjol, ki jih je imela skladno s pravili vojne prižgane. Ob 04.30 se je Šinano Maru ladji približala in opazila, da nima topov in je očitno pomožna ladja. Orjol je Šinano Maru zamenjal za drugo rusko ladjo in ni obvestil flote, temveč je signaliziral japonski ladji, da so v bližini druge ruske ladje. Šinano Maru je nato v meglici opazila silhuete desetih drugih ruskih ladij. Ruska flota je bila odkrita in možnosti, da bi neodkrito priplula v Vladivostok, ni bilo več.
Od začetka bitke je imela pomembno vlogo brezžična komunikacija. Ob 04.55 je kapitan Narukawa s Šinano Maru poslal sporočilo admiralu Tōgu v Masampo, da je »sovražnik v kvadratu 203«. Do 05.00 so Rusi s pomočjo prestreženih radijskih signalov ugotovili, da so bili odkriti in da jim sledijo izvidniške japonske križarke. Admiral Tōgō je sporočilo prejel ob 05.05 in takoj začel pripravljati svojo bojno floto za izplutje.

### Začetek bitke
Ob 06.34, pred odhodom kombinirane flote, je admiral Tōgō poslal ministru za vojno mornarico v Tokio tajno sporočilo:
V odgovor na opozorilo, da so bile opažene sovražnikove ladje, bo kombinirana flota nemudoma začela z dejanji in jih poskušala napasti in uničiti. Vreme danes dobro, toda visoki valovi.
Zadnji stavek njegovega telegrama je postal slaven v japonski vojaški zgodovini in ga je citiral tudi nekdanji japonski predsednik Shinzō Abe.
Takrat je celotna japonska flota izplula na morje, Tōgō pa je na svoji poveljniški ladji Mikasa proti Rusom vodil več kot 40 ladij. V tem času so japonske izvidniške ladje vsakih nekaj minut poslale brezžična poročila glede formacij in smeri plovbe ruske flote. Nad morjem je bila meglica, ki je zmanjšala vidljivost, vreme pa je bilo slabo. Japonci so imeli zaradi brezžične komunikacija prednost. V svojem poročilu o bitki je admiral Tōgō opazil naslednje:
Skozi gosto meglo, ki je pokrivala morje, je bilo nemogoče opazovati karkoli na razdalji, večji od petih milj, s pomočjo brezžičnega sporazumevanja pa so nam bili znani vsi pogoji sovražnika, čeprav smo bili oddaljeni 30 ali 40 milj, tako dobro, kot bi bili tik pred našimi očmi.
Ob 13.40 sta floti opazili druga drugo in se pripravili na spopad. Okrog 13.55 je Tōgō ukazal dvigniti zastavo Z in celotni floti izdal vnaprej pripravljeno obvestilo:
Usoda imperija je odvisna od te bitke, naj vsak moški naredi svojo skrajno dolžnost.
Ob 14.45 je Tōgō 'prekrižal ruski T' in lahko je streljal s topovi, medtem ko so Rusi lahko odgovorili samo s prednjimi kupolami.

### Dogajanje podnevi
Rusi so zapluli z juga-jugozahoda na sever-severovzhod in »nadaljevali do točke sekanja poti, kar je omogočalo streljanje samo njihovim topovom na premcu, to pa mu je [Tōgu] omogočilo uspešno onesposobiti večino ruskih baterij«. Japonska flota se je premikala s severovzhoda na zahod, nato pa je Tōgō ukazal, naj se flota zaporedoma obrne, kar je omogočilo ladjam, da so plule v isti smeri kot Rusi, čeprav je bila vsaka zaporedna bojna ladja ogrožena. Čeprav je bil U-obrat Tōga uspešen, je bila ruska artilerija presenetljivo uspešna in poveljniška ladja Mikasa je bila zadeta 15-krat v petih minutah. Pred koncem spopada je bila zadeta še vsaj 15-krat z artilerijo velikega kalibra. Rožestvenski je imel samo dve možnosti, »neposreden napad« ali začeti »formalno bitko« Odločil se je za drugo in ob 14.08 je bila japonska bojna ladja Mikasa zadeta z razdalje okrog 7000 metrov, Japonci pa so odgovorili z razdalje 6400 metrov. Boljše japonsko topništvo je nato naredilo svoje in ohromilo večino ruskih bojnih ladij.
Poveljnik Vladimir Semenov, ruski štabni častnik na poveljniški ladji Knjaz Suvorov, je dejal: »Zdelo se je že nemogoče šteti število projektilov, ki so nas zadeli. Zdelo se je, da granate neprenehoma dežujejo na nas ena za drugo. Jeklene plošče in strukture na gornjih palubah so bile raztrgane na kosce in drobci so povzročili veliko žrtev. Železne lestve je zmečkalo v obroče, topovi pa so bili dobesedno vrženi z njihovih podstavkov. Poleg tega je bila tudi neobičajno visoka temperatura in tekoči plameni eksplozij, za katere se je zdelo, da se širijo čez vse. Videl sem jekleno ploščo, ki je po eksploziji zagorela.«
Po devetdesetih minutah bitke je bila prva potopljena vojna ladja Osljabja z 2. divizije bojnih ladij Rožestvenskega. To je bilo prvič, da je bila sodobna bojna ladja potopljena samo z obstreljevanjem.
Japonski bojni ladji Fudži je uspel neposredni zadetek v skladišče streliva bojne ladje Borodino, zaradi česar je slednja eksplodirala, kar je poslalo dim tisoče metrov visoko in ujelo vso njeno posadko na krovu, medtem ko se je potopila. Rožestvenskega je onesposobil drobec granate, ki ga je zadel v glavo. Zvečer je kontraadmiral Nikolaj Nebogatov prevzel poveljstvo ruske flote. Rusi so izgubili bojne ladje Knjaz Suvorov, Osljabja, Imperator Aleksandr III in Borodino. Japonske ladje so utrpele samo manjšo škodo.

### Nočni napadi
Okrog 20.00 ure zvečer se je 21 japonskih rušilcev in 45 torpednih čolnov vrglo na Ruse. Rušilci so napadli od spredaj, torpedni čolni pa z vzhoda in juga ruske flote. Japonci so bili agresivni in so nadaljevali svoje napade tri ure brez prestanka. Posledično je bilo ponoči več trkov med manjšimi plovili in ruskimi vojnimi ladjami. Rusi so bili zdaj razkropljeni na več manjših skupin in so se poskušali prebiti na sever. Ob 23.00 je izgledalo, kot da so Rusi izginili, vendar so jih zasledovalci ponovno odkrili, ko so prižgali luči – ironično z namenom, da bi odkrili napadalce. Stara bojna ladja Navarin je zadela ob verižno plavajočo mino, postavljeno pred njo in se je bila prisiljena ustaviti, da ne bi verige potisnila naprej in s tem pritegnila k sebi še drugih plavajočih min na verigi. Nato je bila štirikrat torpedirana in je potonila. Od posadke 622 mož so preživeli samo trije, od katerih so enega rešili Japonci, dva pa britanska trgovska ladja.
Krmo bojne ladje Sisoj Velikij je torpedo močno poškodoval in se je naslednji dan potopila. Dve stari oklepni križarki – Admiral Nahimov in Vladimir Monomah – sta bili močno poškodovani: prvo je torpedo zadel v premec, druga pa je trčila z japonskim rušilcem. Obe sta njuni posadki naslednje jutro potopili pri Cušimi, kamor sta se zatekli, ko je vanju začela vdirati voda. Nočni napadi so Ruse močno obremenili, saj so izgubili dve bojni ladji in dve oklepni križarki, medtem ko so Japonci izgubili le tri torpedne čolne.

### SignalXGEin ruska predaja
28. maja ob 05.23 je bil preostanek ruske flote opažen pri premikanju na severovzhod. Tōgōve bojne ladje so nadaljevale z obkrožanjem Nebogatove preostale eskadre južno od otoka Takešima in sprožile ogenj glavnih baterij na razdalji 12.000 metrov. Izumrud se je obrnil proti jugu in poskusil pobegniti.:p.116 Nebogatov se je zavedel, da ima vsak od njegovih topov 1000 m manjši doseg od japonskih, japonske bojne ladje pa so se prejšnji dan izkazale tudi za hitrejše, zaradi česar se jim ne bi mogel približati in je ukazal preostalim šestim ladjam pod njegovim poveljstvom, naj se predajo. Dvignjen je bil mednarodni signal za predajo, XGE, vendar je Japonska imperialna mornarica še naprej streljala, saj v svojih knjigah kod niso imeli kode »predaja« in so morali v naglici iskati knjigo s to kodo. Ker se je srditi ogenj nadaljeval, je Nebogatov nato ukazal odnesti belo kuhinjsko krpo na jambor, vendar mu Tōgō, ki so mu kitajske vojne ladje pod to zastavo pobegnile med vojno leta 1894 ni zaupal.
Njegovi poročniki so našli knjigo s kodami, ki je imela tudi signal XGE in so mu povedali, da je pogoj, da ta signal pomeni »predaja«, da ladja ustavi motorje, ruske ladje se pa še premikajo. Tako je nadaljeval s streljanjem in v odgovor dvignil zastavni signal »STOP«.:pp.119-120 Nebogatov je nato ukazal spustiti Andrejev križ in dvigniti japonsko narodno zastavo na jambor ter ustaviti vse motorje. Ko je Tōgō videl, da ruske ladje plujejo pod japonsko zastavo, je ukazal ustaviti ogenj in sprejel predajo Nebogatova. Nebogatov se je predal vedoč, da ga lahko za to ustrelijo. Svojimi možem je dejal:
Vi ste mladi, in vi boste nekega dne vrnili čast in slavo Ruske vojne mornarice. Življenja dva tisoč štiristo mož na teh ladjah so pomembnejša od mojega.
Kot primer, koliko škode so utrpele ruske bojne ladje, je Orjol jzadelo pet 305-mm, devet 203-mm, 39 152-mm in 21 manjših ali neidentificiranih granat. Zaradi te škode je vanj začela vdirati voda in se je nagnil, motor pa je nehal delovati. V takšnem stanju jo je Tōgō po predaji odvlekel v domače pristanišče prve bojne divizije Sasebo v Nagasakiju. Bojna ladja Asahi je morala Orjola odvleči in njun cilj so spremenili v bližji pomorski arzenal Maizuru, da ne bi izgubili vojnega plena.:pp.122,136-141
Ranjeni admiral Rožestvenski je bil odpeljan v bolnišnico Japonske imperialne mornarice v Sasebu, da bi si opomogel od poškodbe glave zaradi šrapnela. Tam ga je admiral Tōgō obiskal osebno v preprostih oblačilih in ga potolažil s prijaznimi besedami: »Poraz je pogosta usoda vojaka. V tem ni nič sramotnega. Bistveno je, ali smo opravili svojo dolžnost«.
Nebogatovu in Rožestvenskemu so po vrnitvi v Rusijo sodili. Rožestvenski je prevzel polno odgovornost za polom in je bil obsojen na smrt, a ker je bil ranjen in nezavesten v zadnjem delu bitke, je car odpravil njegovo smrtno kazen. Nebogatov, ki je floto predal, je bil več let zaprt, dokler ga ni car pomilostil.
Do 28. maja zvečer so Japonci zasledovali posamezne ruske ladje, dokler niso skoraj vseh uničili ali zajeli. Tri ruske ladje so dosegle Vladivostok. Križarko Izumrud, ki je Japoncem pobegnila, čeprav je bila prisotna pri predaji Nebogatova, je uničila posadka, ko je nasedla na sibirski obali.

## Dejavniki za razplet

### Poveljnik in izkušnje posadke
Admiral Rožestvenski se je soočil z admiralom z več bojnimi izkušnjami na bojnih ladjah Tōgōm Heihachirōm. Admiral Tōgō je ubil že dva ruska admirala: Stepana Makarova pred Port Arthurjem v bojni ladji Petropavlovsk aprila 1904 in Wilgelma Vitgefta v njegovi bojni ladji Cesarjevič avgusta istega leta. Pred tema dvema smrtma je Tōgō lovil admirala Oskarja Starka izven bojišča, prav tako na bojni ladji Petropavlovsk. Admiral Tōgō in njegovi možje so imeli dve bojni izkušnji s flotami bojnih ladij, ki sta obsegali več kot štiri ure bojnih izkušenj v boju bojna ladja na bojno ladjo v bitki pri Port Arthurju in bitki v Rumenem morju. Japonske flote so se od začetka vojne veliko usposabljale v streljanju s podkalibrskimi izstrelki na topovih večjega kalibra.
Borodino je bila po drugi strani popolnoma nova bojna ladja, ki je bila med 23. avgustom in 13. septembrom 1904 na morskem preizkušanju in nova posadka ni imela veliko časa za usposabljanje preden je 15. oktobra 1904 odplula v Tihi ocean. Sestrska ladja Borodina Knjaz Suvorov je začela morsko preizkušanje 9. avgusta, Orjol pa je začel preizkušanje zadnji – 10. septembra 1904. Imperator Aleksandr III, ki je s preizkušanjem končal oktobra 1903, je bil edina bojna ladja razreda Borodino, ki je bila dejansko pripravljena na odpravo. Ruska imperialna mornarica je načrtovala gradnjo desetih bojnih ladij razreda Borodino (dejansko je bilo zgrajenih pet) in je zanje potrebovala na tisoče novih mornarjev, zaradi česar je bilo osnovno usposabljanje, kakovost in izkušnje posadke in kadetov bistveno manjše od izkušenih posadk bojnih ladij Tihooceanske flote.
Ruski imperialni svet Admiralti (Адмиралтейств-совет) in preostanek Admiraltov so se zavedali te pomanjkljivosti in so nasprotovali načrtu za oktobrsko odpravo zaradi naslednjih razlogov:
1. Japonska cesarska mornarica je zaključila bojne priprave in vsa posadka je imela določene bojne izkušnje.
2. Dolgo potovanje bi potekalo večinoma skozi ekstremno tropsko vreme, tako da bi bilo usposabljanje na poti praktično nemogoče.
3. Zaradi tega bi morala novoustanovljena 2. tihooceanska eskadra izvajati usposabljanje v Baltskem morju do naslednje pomladi in čakati na dokončanje še ene bojne ladje, Slava, in nakup čilskih ter argentinskih vojnih ladij.
V carjevi prisotnosti so 23. avgusta 1904 na sestanku sveta v Veliki palači Petergof to možnost zavrnili admiral Rožestvenski, vrhovni poveljnik flote, minister za vojno mornarico Avellan in car Nikolaj II.; ocenili so, da masivne preskrbe s premogom za dolgo potovanja ne bi bilo možno organizirati, če bi vojna mornarica razdrla pogodbo, ki jo je že podpisala z nemško družbo Linija Hamburg-Amerika.

### Sistem za streljanje salv
Do bitke v Rumenem morju 10. avgusta 1904 je mornariške topove nadzoroval lokalno topniški častnik, ki je bil dodeljen določenemu topu ali kupoli. Določil je stopnjo dviga in upogibanja, dal ukaze za streljanje in opazoval merilec, ki je sporočal vrtenje ladje po vzdolžni in prečni osi, prejel je poročilo o padcu granate od opazovalca na jamboru, izračunal nove stopnje dviga in upogibanja, da je usmeril naslednje strele v tarčo, brez možnosti za razločevanje in merjenje gibanj lastne ladje in tarče. Običajno je njegov pogled segal do obzorja, vendar so novi 305 mm topovi imeli daljši doseg (13 km) in njegova opazovalna točka je bila postavljena prenizko.
V mesecih pred bitko je glavni topniški častnik Asahija, poveljnik 3. stopnje Katō Hiroharu, ki mu je pomagal svetovalec Kraljeve vojne mornarice, ki mu je predstavil uporabo zgodnjega mehanskega računalnika Dumaresq v usmerjanju ognja, vpeljal sistem za centralno izdajanje ukazov za postavljanje topov in streljanje salv. Z uporabo centralnega sistema je opazovalec prepoznal salvo oddaljenih granat precej bolj učinkovito od prepoznavanja posameznih granat v zmedi boja med flotami. Poleg tega je opazovalec moral slediti samo enemu strelu naenkrat, namesto več strelom na več mestih, poročal pa je samo enemu častniku na mostu. Poveljniški častnik na mostu je imel prednost, saj je bil postavljen višje od topovskih kupol in le nekaj korakov od poveljnika ladje, ki je v odgovor na prejeta poročila o gibanju tarče dajal ukaze za spremembe smeri in hitrosti plovbe.
Ta sistem za usmerjanje ognja je bil vpeljan na druge ladje v floti, Katō pa je marca 1905 napredoval v glavnega topniškega častnika na poveljniški ladji flote Mikasa. Usposabljanje in vadba s sistemom sta potekala v mesecih pred bitko, ko je japonska flota čakala na prihod ruskih ladij z Baltskega morja, o katerem jo je obvestila Britanska obveščevalna služba s svojih pomorskih postaj v Gibraltarju, Malti, Adnu (Jemen), rta Dobrega upanja, Trincomaleeja (Cejlon), Singapurja, Hong Konga in drugod.
Posledično je bil japonski ogenj velikega dosega natančnejši (na razdalji 5–13 km), natančnejši pa je bil tudi ogenj kratkega dosega, saj je uporabljal najnovejšo izdajo naključnega daljinomera Barr and Stroud FA3 dolžine 5 čevljev iz leta 1903, ki je imel doseg 5,5 km, medtem ko so bile ruske bojne ladje opremljene s stadiometričnim daljinomerom Liužol iz 1880. let, ki je imel doseg okrog 4 km (razen bojnih ladij Osljabja in Navarin, ki sta imela izdajo Barr and Stroud FA2 iz leta 1895 z dolžino 4,5 čevljev).

### Brezžična telegrafija
Brezžični telegraf (radio) je bil izumljen v drugi polovici 1890. let in so ga do preloma stoletja vpeljale skoraj vse večje vojne mornarice. Cušima je bila »prva velika pomorska bitka v kateri je imela brezžična komunikacija kakršnokoli vlogo«.
Poročnik Akijama Sanejuki (ki je bil ključna oseba za admirala Tōga v oblikovanju načrtov in direktiv pred bitko in med njo kot poveljnik, ki se je tudi vkrcal na Nikolaja I in kot predstavnik Tōga sprejel predajo admirala Nebogatova) je bil leta 1897 poslan v Združene države Amerike kot pomorski ataše. Bil je priča sposobnostim radijske telegrafije in je poslal okrožnico ministrstvu za vojno mornarico in zahteval da hitro poskušajo pridobiti novo tehnologijo. Ministrstvo je tehnologija začela močno zanimati, vendar je ugotovila, da je Marconijev sistem, ki ga je uporabljala Kraljeva vojna mornarica, predrag. Japonska se je tako odločila, da razvije lastni radijski sistem z vzpostavitvijo raziskovalnega komiteja za radio pod vodstvom profesorja Kimure Šunkičija, ki mu je uspelo razviti sprejemljiv sistem. Leta 1901 je vojna mornarica pridobila radijska sporočila na dosegu 110 km in uradno sprejela radijsko telegrafijo. Dve leti pozneje so bili v Pomorskem arzenalu Jokosuka vzpostavljeni laboratorij, tovarna in šola za radijsko komunikacijo z namenom proizvodnje radijev Tipa 36 (1903), ki so jih hitro nameščali na vsako večjo ladjo v kombinirani floti.
Aleksander Stepanovič Popov z Inštituta za pomorsko bojevanje je leta 1900 zgradil in demonstriral brezžično telegrafijo. Toda tehnološki napredek in proizvodnja sta v Ruskem imperiju zaostajala za Nemčijo in Ruska vojna mornarica je vpeljala »Sistem Slaby-Arco«, ki ga je sprva proizvedlo podjetje D.R.P. Allgemeine Elektricitäts-Gesellschaft, pozneje pa je njegovo množično proizvodnjo začelo njegovo nasledstveno podjetje, ki se je ukvarjalo s proizvodnjo radijev Telefunken (leta 1904 je bil ta sistem v široki uporabi v Nemški cesarski mornarici). Čeprav sta obe strani uporabljali brezžično telegrafijo, so Rusi uporabljali nemške aparate, ki so jih nastavili in vzdrževali nemški tehniki na sredi potovanja, medtem ko so imeli Japonci prednost uporabe lastne opreme, ki so jo vzdrževali in upravljali lastni mornariški specialisti, usposobljeni na šoli v Jokosuki.

### Britanska podpora
Združeno Kraljestvo je Japonski pomagalo pri gradnji bojnih ladij za Japonsko cesarsko mornarico, pa tudi pri obveščevalni dejavnosti, financah, tehnologiji, usposabljanju in drugih vidikih vojne z Rusijo. Država je imela v lasti in je nadzorovala več pristaniške infrastrukture po svetu – zlasti ladjedelnice in postaje za oskrbovanje s premogom – kot Rusija in njeni zavezniki (Francija in delno Nemčija) skupaj. Dodatno je še omejevala ruske poskuse nakupa ladij in premoga, kjer je le mogla.
Ob koncu argentinsko-čilske pomorske oborožitvene tekme leta 1903 so Rusiji ponudili dve bojni ladji, ki sta bili zgrajeni v Združenem kraljestvu za Čile (takrat imenovani Constitución in Libertad) in dve križarki, zgrajeni v Italiji za Argentino (takrat imenovani Bernardino Rivadavia in Mariano Moreno) in Rusija je bila tik pred sklenitvijo nakupa. Združeno kraljestvo je takrat posredovalo kot mediator in sklenjeni so bili Majski pakti, s katerimi se je oboroževalna tekma končala in samo kupilo čilski bojni ladji (ki sta postali Swiftsure in Triumph) ter uredilo prodajo argentinskih križark Japonski. Ta podpora ni samo omejila rasti Ruske imperialne mornarice, temveč je pomagala tudi Japonski cesarski mornarici pri pridobivanju najnovejših križark, zgrajenih v Italiji (Kasuga in Nisšin), ki sta imeli ključno vlogo v bitki.
Ta podpora je povzročila velike logistične težave med potovanjem Baltske flote okoli sveta na Tihi ocean pri nakupih premoga in oskrbovanju na poti. Pri Nosy Beju na Madagaskarju in zalivu Camranh v Francoski Indokini se je bila flota prisiljena zasidrati za po dva meseca, kar je resno načelo moralo posadke. Ko je flota dosegla Japonsko morje, je že dvakrat prečkala tople vode ekvatorja in trupi vseh ladij so bili močno obraščeni, poleg tega, da so ladje na krovu prevažale dodaten premog, ki ga sicer ne bi.
Japonske ladje so bile po drugi strani dobro vzdrževane in so imele za vzdrževanje dovolj časa, saj so jih o ruskem prihodu obvestili dovolj časa vnaprej. Asahi je bila na primer v remontu med novembrom 1904 in aprilom 1905 Sasebu zaradi škode, ki so jo njena 305 mm topova in trup ladje utrpeli, ko je zadela morsko mino. Razdeljene so bile na bojne divizije z enakomerno hitrostjo in dosegom topov, tako da flota ni imela težav z ozkimi grli v hitrosti in doseg topov ni povzročal, da bi bile določene ladje v skupini neuporabne v boju na večje razdalje.

### Visoki eksploziv in kordit
Japonci so večinoma uporabljali visokoeksplozivne granate, napolnjene z smodnikom Šimose, ki je bil čista pikrinska kislina (za razliko od francoskega melinita ali britanskega lidita, ki sta bila pikrinska kislina, zaradi stabilnosti zmešana s kolodijem (Francozi) ali z dinitrobenzenom in vazelinom (Britanci)). Inženir Šimose Masačika (1860–1911) je rešil težavo nestabilnosti pikrinske kisline ob stiku z železom ali z drugimi težkimi kovinami s prevlečenjem notranjosti granate z neobarvanim japonskim lakom in nadaljnjim zapiranjem z voskom. Ker je bil nerazredčen, je imel smodnik Šimose večjo moč od ostalih visokoeksplozivnih snovi tega obdobja v smislu hitrosti detonacije in temperature. Te granate so imele občutljive vžigalnike Idžuin (poimenovane po njihovem izumitelju Idžuinu Goru) na dnu granate, namesto na vrhu, kjer bi se sprožili, ko bi se granata zavrtela zaradi zarez v topovski cevi. Ti vžigalniki so bili konstruirani tako, da jih je razneslo ob stiku in so uničili nadgradnje na ladjah. Japonska cesarska mornarica je za te granate Šimose uvozila kordit in nedimno gorivo iz Združenega kraljestva, tako da dim iz šobe ni omejeval vidljivosti za opazovalce.
Na začetku 90. let 19. stoletja je viceadmiral Stepan Osipovič Makarov, ki je bil takrat glavni inšpektor ruske mornariške artilerije, predlagal nov dizajn 305 mm topov in za raziskavo uporabe pikrinske kisline kot eksploziva v granatah zadolžil mlajšega častnika Semjona V. Panpušenka. Pri eksperimentu je Panpušenka v nesreči razneslo zaradi nestabilnosti. Tako so bile visokoeksplozivne granate v času rusko-japonske vojne izven dosega za Rusko imperialno mornarico in ta je še naprej uporabljala starejše protioklepne granate z eksplozivom iz nitroceluloze ter neobčutljive vžigalnike z zapoznelo detonacijo. Za gorivo so večinoma uporabljali rjavi smodnik ali črni smodnik, razen Sisoja Velikega in štirih ladij razreda Borodino, ki so za glavne 305-mm topove uporabljale nedimni smodnik.
Tako so japonski streli povzročili več škode na ruskih ladjah kot ruski na japonskih ladjah. Šimose streli so pogosto zažigali nadgradnje, barvo in velike količine premoga na krovu, in vidljivost je bila za opazovalce na ruskih ladjah slabša zaradi dima, ki je nastal zaradi goriva pri vsakem nekoordiniranem streljanju. Poleg tega so zaradi razlike v občutljivosti vžigalnikov japonske granate, ki so zgrešile tarčo v vodi povzročile veliko večje valove, ki so destabilizirali sovražnikove klinometre, za razliko od ruskih granat, ki jih po padcu v vodo ni razneslo. To je še povečalo razliko pri omenjeni natančnosti v streljanju in pomagalo japonskim opazovalcem, da so lažje delali ugotovitve glede padca granat.

### Doseg topov in hitrost streljanja
Predlog Makarova je vodil v 305-mm top iz leta 1895, ki je imel večji doseg od predhodnega Kruppovega modela 305-mm topa iz leta 1886 (nameščeni na Navarinu). Doseg se je povečal s 5–6 km na več kot 10 km (pri naklonu 15°), s tem da je bila količina eksploziva, ki ga je granata lahko nosila, bistveno bolj omejena. Skrajšal se je tudi čas ponovnega polnjenja, in sicer z 2–4 minut na 90 sekund (za razred Borodino). Te topove so namestili na Sisoja Velikega in štiri ladje razreda Borodino.
Štiri japonske bojne ladje, Mikasa, Šikišima, Fudži in Asahi so imele najnovejši Armstrongov 12-palčni mornariški top kalibra 40, ki ga je konstruiralo in proizvajalo podjetje Sir W.G. Armstrong & Company še pred njegovim začetkom uporabe v Kraljevi vojni mornarici v Združenem kraljestvu. Ti 12-palčni topovi, zgrajeni v Združenem kraljestvu, so imeli doseg 14 km pri naklonu 15° in hitrost streljanja 60 sekund pri težjih (390 kg) granatah. En od razlogov za poznejšo vpeljavo tega topa v Kraljevi vojni mornarici so bile eksplozije v nesrečah, ki so se zgodile japonskim bojnim ladjam med bitko v Rumenem morju avgusta 1904, ko so granate eksplodirale v cevi. Te napake je Japonska cesarska mornarica pred bitko odpravila z uporabo prej omenjenih vžigalnikov Idžuin pred bitko pri Cušimi.

## Posledice

### Bojna škoda in žrtve[81]
| Ruska 2. in 3. tihooceanska eskadra                                     | Osnovna oborožitev                                                      | Oklep ob vodni črti/kupoli  | Izpodriv/dolžina                                                                             | Hitrost v vozlih | Škoda/žrtve/opombe |
| Ruska 2. in 3. tihooceanska eskadra                                     | Osnovna oborožitev                                                      | Oklep ob vodni črti/kupoli  | Splavljena/zgrajena                                                                          | Hitrost v vozlih | Škoda/žrtve/opombe |
| ----------------------------------------------------------------------- | ----------------------------------------------------------------------- | --------------------------- | -------------------------------------------------------------------------------------------- | ---------------- | --- |
| Osljabja, bojna ladja                                                   | 4 10-palčni topovi 11 6-palčnih topov                                   | 9 palcev                    | 14.639 ton/132,4 m 1898/Ladjedelnica Novi Admiralti                                          | 18,3             | Prva sodobna bojna ladja, potopljena samo s topovskim obstreljevanjem; potopljena 27. maja ob 15.10. Bila je poveljniška ladja namestnika poveljnika flote, kontraadmirala von Fölkersahma, ki je umrl tri dni prej. Japonci in večina ruske flote niso vedeli za njegovo smrt. Posadka 771 častnikov in mornarjev. |
| Imperator Aleksandr III, bojna ladja (razred Borodino)                  | 4 12-palčni topovi 12 6-palčnih topov                                   | 7 5/8 palcev 10 palcev      | 14.409 ton/121 m 1901/Ladjedelnica Baltska dela                                              | 17,7             | Potopljena samo s topovskim obstreljevanjem s sovražnikove bojne črte 27. maja ob 18.50, posadka 830 častnikov in mornarjev, štirje preživeli. |
| Knjaz Suvorov, bojna ladja (razred Borodino), poveljniška ladja         | 4 12-palčni topovi 12 6-palčnih topov                                   | 7 5/8 palcev 10 palcev      | 14.646 ton/121 m 1902/Ladjedelnica Baltska dela                                              | 17,5             | Obstreljevana, dokler ni postala razbitina. Potopljena 27. maja ob 19.20. Rušilcem so ukazali ustreliti milostni strel, »ko je imela top nad vodo, je ustrelila...[Suvorovov] uporni pogum, ni besed, ki bi lahko to opisale. Če v mornariškem spominu obstaja nesmrtnost, je to nesmrtnost te ladje in posadke.« Od 40 častnikov in 888 mornarjev ni preživel nihče (razen ranjenega admirala Rožestvenskega in njegovega osebja, ki jih je z goreče ladje ob 15.50 rešil rušilec Bujni).:p.83 |
| Borodino, bojna ladja (razreda Borodino)                                | 4 12-palčni topovi 12 6-palčnih topov                                   | 7 5/8 palcev 10 palcev      | 14.317 ton/121 m 1901/Ladjedelnica Novi Admiralti                                            | 16,2             | Potopljena 27. maja ob 19.30 z 12-palčnim strelom z bojne ladje Fudži, ki je povzročil detonacijo skladišč streliva, en preživel s posadke 32 častnikov in 822 mornarjev. |
| Orjol, bojna ladja (razred Borodino)                                    | 4 12-palčni topovi 12 6-palčnih topov                                   | 1-10 palcev 5,7-7,64 palcev | 14.378 ton/121 m 1902/Ladjedelnica Novi Admiralti                                            | 18               | Resno poškodovana. Zajeta 28. maja ob 10.30 pod poveljstvom kontraadmirala Nebogatova, ki se je predal Japoncem po prevzemu poveljstva od ranjenega admirala Zinovija Rožestvenskega. Po obsežnem remontu je bila ponovno dana v uporabo v Japonski cesarski mornarici kot IJN Ivami 2. novembra 1907. Upokojena je bila 1. septembra 1922. Potopljena je bila kot tarča zračnega napada 10. julija 1924. |
| Navarin, bojna ladja                                                    | 4 12-palčni topovi 8 6-palčnih topov                                    | 16 palcev 12 palcev         | 10.370 ton/107 m 1891/Ladjedelnica Novi Admiralti                                            | 15,9             | Potopljena 27. maja ponoči s torpedi z rušilca, preživeli so trije od posadke 674 častnikov in mornarjev. 1 moža je rešila lokalna ribiška ladja, 2 pa britanska trgovska ladja. |
| Sisoj Velikij, bojna ladja                                              | 4 12-palčni topovi 6 6-palčnih topov                                    | 16 palcev 12 palcev         | 10.567 ton/107,23 m 1894/Ladjedelnica Novi Admiralti                                         | 15,7             | Potopljena je bila 27. maja ponoči s torpedi z rušilca. 47 mož je umrlo, 42 častnikov in 571 mož je bilo rešenih. |
| Imperator Nikolaj I, bojna ladja poveljniška ladja 3. Tihoceanske flote | 2 12-palčna topova 4 9-palčni topovi                                    | 2,5-10 palcev 6-14 palcev   | 9748 ton/105,61 m 1889/Ladjedelnica Novi Admiralti                                           | 14               | Zajeta 28. maja ob 10.30 kot poveljniška ladja poveljnika 3. Tihooceanske flote, kontraadmirala Nikolaja Nebogatova, ki je dvignil ladijski signal »XGE P«, kar je pomenilo »Predajamo se. Pojdite počasi (nadaljujte počasi).«:p.119 Zadeli so jo en 12-palčni, dva 8-palčna in dva 6-palčna strela. Pet častnikov/mornarjev je umrlo, 35 ranjenih. Ponovno je bila dana v uporabo v Japonski cesarski mornarici kot IJN Iki. Upokojena je bila 1. maja 1915. Potopljena je bila kot tarča za streljanje bojnih ladij Japonske cesarske mornarice Kongō in Hiei 3. oktobra 1915.                                                      |
| Admiral Ušakov, bojna ladja                                             | 4 10-palčni topovi 4 4,7-palčni topovi                                  | 10 palcev 8 palcev          | 5081 ton/87,3 m 1893/Ladjedelnica Novi Admiralti                                             | 16,1             | Pozno je prispela na mesto predaje Nebogatova (28. maja ob 15.00). Ni sprejela signaliziranih novic o predaji in je začela streljati med begom s kraja. Japonski križarki Ivate in Jakumo sta jo obstreljevali, dokler ni od nje ostala samo razbitina, posadka jo je potopila ob 19.00, ko se je že sama potapljala. Od posadke 422 častnikov in mornarjev je bilo rešenih 12 častnikov in 339 mornarjev.:pp.125–126 Poveljnik ladje, kapitan V. N. Mikluha-Maklaj, je zavrnil pomoč Japoncev in se je potopil skupaj z njo. |
| Admiral Senjavin, bojna ladja                                           | 4 10-palčni topovi 4 4,7-palčni topovi                                  | 9,8 palcev 3-7,9 palcev     | 4232 ton/84,6 m 1894/Ladjedelnica Baltska dela                                               | 16               | Zajeta 28. maja ob 10.30 po predaji skupaj s sestrsko ladjo General-admiral Apraksin, poveljniško ladjo Imperator Nikolaj I in bojno ladjo Orjol.:p.124 Admiral Senjavin je postal ladja Mišima Japonske cesarske mornarice in je bil upokojen 10. oktobra 1935. Potopljen je bil kot tarča v zračnem napadu letalonosilke Japonske cesarske mornarice Hōshō 5. maja 1936. |
| General-admiral Apraksin, bojna ladja                                   | 3 10-palčni topovi 4 4,7-palčni topovi                                  | 9,8 palcev 3-7,9 palcev     | 4165 ton/80,62 m 1896/Ladjedelnica Novi Admiralti                                            | 15               | Zajeta 28. maja ob 10.30 po predaji skupaj s sestrsko ladjo Admiral Senjavin, poveljniško ladjo Imperator Nikolaj I in bojno ladjo Orjol.:p.119 General-admiral Apraksin je postal Okinošima Japonske cesarske mornarice in je bil upokojen 1. aprila 1922. V uporabi je bil kot šolska ladja Mornariškega korpusa Sasebo do upokojitve leta 1924. Prodan je bil leta 1925 in razrezan leta 1939. |
| Admiral Nahimov, oklepna križarka                                       | 8 8-palčnih topov 10 6-palčnih topov                                    | 10 palcev 8 palcev          | 7906 ton/103,3 m 1885/Ladjedelnica Baltska dela                                              | 16,6             | Potopljena 27. maja ponoči s torpedi rušilcev. Več kot 600 mož je bilo rešenih na rešilne čolne, lokalne ribiške ladje in trgovsko križarko Sado Maru. |
| Vladimir Monomah, oklepna križarka                                      | 5 6-palčnih topov 6 4,7-palčnih topov                                   | 6 palcev -                  | 5683 ton/90,3 m 1882/Ladjedelnica Baltska dela                                               | 15,8             | Potopljena 27. maja ponoči s torpedi rušilcev. 32 častnikov in 374 mož je bilo rešenih na trgovsko križarko Japonske cesarske mornarice Manšu (Manšu je bila potniška križarka Mandžurija, zgrajena v Italiji, ki je bila pred vojno v lasti ruske družbe Kitajska vzhodna železnica). Posadka 493 častnikov/mornarjev. |
| Dmitrij Donskoj, oklepna križarka                                       | 6 6-palčnih topov 10 4,7-palčnih topov                                  | 6 palcev -                  | 5976 ton/93,4 m 1883/Ladjedelnica Novi Admiralti                                             | 16,5             | Utrpela resno škodo 27. maja čez dan. Potopljena s strani posadke 29. maja ponoči v zalivu Macušima. Odveslali so do otoka Macušima in postavili kamp. Izkazalo se je, da je na otoku japonska signalna postaja in postali so vojni ujetniki. |
| Svetlana, oklepna križarka                                              | 6 6-palčnih topov 10 47 mm Hotchkissovih topov                          | 2 palcev -                  | 3924 ton/101 m 1896/Ladjedelnica Société Nouvelle des Forges et Chantiers de la Méditerranée | 21               | Potopljena 28. maja ob 10.50 zaradi obstreljevanja križark Niitaka in Otova ter rušilca Murakumo Japonske cesarske mornarice vzhodno od zaliva Džukbjeon na vzhodni obali Koreje. Ocenjeno je, da je bilo izgubljenih 169 mornarjev. 290 mornarjev (23 ranjenih) je rešila ladja Japonske cesarske mornarice Amerika Maru. |
| Izumrud, oklepna križarka                                               | 8 4,7-palčnih topov 4 47 mm Hotchkissovi topovi                         | 1,3-3,0 palcev 1,3 palcev   | 3153 ton/111 m 1903/Srednjenevska ladjelenica                                                | 24               | Nasedla je pred zalivom Sv. Vladimirja (300 km vzhodno-severovzhodno od Vladivostoka) 29. maja ponoči. Uničila jo je posadka. Posadka 350 mornarjev je dosegla Vladivostok po kopnem. |
| Ural, pomožna križarka                                                  | 2 4,7 palčna 4 76 mm topovi 8 57 mm Hotch. topov                        | N/A                         | 7840 ton/160 m 1890/Ladjedelnica AG Vulcan Stettin                                           | 20               | Potopljena zaradi bombardiranja s strani japonske 1. divizije in torpeda ladje Šikišima 27. maja ob 17.51:pp.88–90 |
| Bezuprečni, rušilec torpednih čolnov                                    | 3 torpedne cevi (nosilnost 6 torpedov) 1 3-palčni top 5 3-funtnih topov | N/A                         | 350 ton/64 m 1902/Rusija                                                                     | 26               | Potopljena 28. maja zaradi topovskega obstreljevanja oklepne križarke Čitose Japonske cesarske mornarice, ki je porabila 68 120 mm in 39 3-palčnih granat; pozneje se ji je pridružil uničevalec torpednih čolnov Japonske cesarske mornarice Ariake, ki je pri obstreljevanju Bezuprečnega porabil 12 rafalov 3-palčnih granat. |
| Bujni, rušilec torpednih čolnov                                         | 3 torpedne cevi (nosilnost 6 torpedov) 1 3-palčni top 5 3-funtnih topov | N/A                         | 350 ton/64 m 1901/Rusija                                                                     | 26               | 27. maja čez dan obstreljevan, dokler ni postal razbitina. Odprti so bili Kingstonovi ventil, nato pa je bil potopljen s topovskim obstreljevanjem z oklepne križarke Dmitrij Donskoj 28. maja. Preživeli z Bujnega na Dmitriju Donskemu so s preostankom posadke veslali na obalo otoka Macušima, medtem ko je bil Dmitrij Donskoj potopljen 29. maja. |
| Gromki, rušilec torpednih čolnov                                        | 3 torpedne cevi (nosilnost 6 torpedov) 1 3-palčni top 5 3-funtnih topov | N/A                         | 420 ton/64 m 1904/Rusija                                                                     | 26               | Rušilec torpednih čolnov Širanui Japonske bojne mornarice se je spopadel z Gromkim 28. maja v dvoboju, ki je trajal več kot eno uro; boj je potekal na razdalji 4000 do 5000 metrov. Rušilec Širanui je bil opremljen z dvema 3-palčnima topovoma in štirimi 6-funtnimi topovi, dvema torpednima cevema in štirimi torpedi, s posadko 52 mož. Ko je prispel torpedni čoln št. 63 Japonske cesarske mornarice, se je Gromki predal. Japonska nagradna posadka se je vkrcala na Gromkega, a je bil ta tako poškodovan, da se je začel potapljati in japonska nagradna posadka se je hitro izkrcala. Nagnil se je in se ob 12.43 potopil. |
| Blestjašči, rušilec torpednih čolnov                                    | 3 torpedne cevi (nosilnost 6 torpedov) 1 3-palčni top 5 3-funtnih topov | N/A                         | 440 ton/64 m 1901/Rusija                                                                     | 26               | Rešil je preživele z Osljabje in pri tem prejel zadetek 8-palčne granate 27. maja podnevi. Zadetek je ubil poveljnika, Aleksandra Sergejeviča Šamova. Ko se je posadka in osem preživelih z Osljabje 28. maja vkrcala na Bjedovega, je bil potopljen. Trije možje so bili izgubljeni. |
| Bistri, rušilec torpednih čolnov                                        | 3 torpedne cevi (nosilnost 6 torpedov) 1 3-palčni top 5 3-funtnih topov | N/A                         | 350 ton/64 m 1901/Rusija                                                                     | 26               | Do konca ga je spremljala Svetlana. Nanj so streljali in ga lovili križarka Niitaka in Otova ter rušilec Murakumo. Posadka ga je uničila 28. maja, ko je nasedel severno od zaliva Džukbjeon in se predala stražarjem japonske signalne postaje Džukbjeon. |
| Bjedovi, rušilec torpednih čolnov                                       | 3 torpedne cevi (nosilnost 6 torpedov) 1 3-palčni top 5 3-funtnih topov | N/A                         | 350 ton/64 m 1903/Rusija                                                                     | 26               | Po zapisih Japonske cesarske mornarice se je predal in bil zajet s strani rušilca Japonske cesarske mornarice Sazanami 28. maja pozno popoldne z admiralom Rožestvenskim in več kot 80 njegovimi možmi (osebje) na krovu.:p.152 Bjedovij je postal Sacuki Japonske cesarske mornarice in bil upokojen 1. aprila 1913, razrezan 1921. |
| Irtiš, Pomožna ladja                                                    | 8 3-funtni topovi                                                       | N/A                         | 15.000 ton/180 m 1900/Nemčija                                                                | 10,5             | Zaradi bojne škode se je 28. maja potopila in bila zapuščena dve navtični mijji pred japonsko obalo Šimana. Potopila se je pred zoro 29. maja. Vseh 235 na krovu, vključno s kapitanom Gomujcevim, so rešili prebivalci mesta Vaki. |
| Kamčatka, Ladja za popravilo                                            | 6 47 mm Hotchkissovih topov                                             | N/A                         | 7200 ton/76,25 m 1902/Ladjedelnica Novi Admiralti                                            | 12               | Japonska 1. divizija jo je obstreljevala, dokler ni ob 17.36 postala razbitina in 7. maja ob 19.30 jo je 6. divizija potopila.:p.89 |
| Rus, oceanski vlačilec                                                  | N/A                                                                     | N/A                         | 611 ton/51,4 m 1903/Rusija                                                                   | 10               | Japonske križarke so ga potopile, potem ko ga je 27. maja zadela ruska pomožna ladja Anadir. |

Almaz in rušilca torpednih čolnov Grozni in Bravi sta prispela v Vladivostok. Oklepne križarke Avrora, Žemčug in Oleg so pobegnile v ameriško pomorsko oporišče Subic Bay na Filipinih in so bili zajeti. Rušilec Bodri, ladja za strelivo Koreja in oceanski vlačilec Svir so bili zajeti v Šanghaju. Pomožna ladja Anadir je pobegnila na Madagaskar. Bolniški ladji Orjol in Kostroma so zajeli Japonci. Kostroma je bila pozneje izpuščena.
| Japonska kombinirana flota                              | Osnovna oborožitev                                    | Oklep ob vodni črti/kupole | Izpodriv/dolžina                                               | Hitrost v vozlih | Škoda/žrtve/opombe |
| Japonska kombinirana flota                              | Osnovna oborožitev                                    | Oklep ob vodni črti/kupole | Splavljena/zgrajena                                            | Hitrost v vozlih | Škoda/žrtve/opombe |
| ------------------------------------------------------- | ----------------------------------------------------- | -------------------------- | -------------------------------------------------------------- | ---------------- | --- |
| Mikasa, bojna ladja poveljniška ladja flote             | 4 12-palčni topovi 14 6-palčnih topov                 | 9 palcev 14 palcev         | 15.140 ton/131,7 m 1900/Ladjedelnica Vickers, Sons & Maxim     | 18,5             | Zadeta je bila z več kot 30 streli velikega kalibra; ventilatorji in dimniki so bili preluknjani, prav tako oklep na več mestih. Vrhnji del zadnjega jambora je bil izgubljen. Več kot 100 žrtev, posadka 875 častnikov/mornarjev. |
| Šikišima, bojna ladja                                   | 4 12-palčni topovi 14 6-palčnih topov                 | 9 palcev 14 palcev         | 14.850 ton/133,5 m 1898/Ladjedelnica Thames Iron Works         | 19               | 9 zadetkov, od tega več z granatami velikega kalibra. Izgubila je eno 12-palčno topovsko cev zaradi »eksplozije« (cev je razneslo). |
| Fudži, bojna ladja                                      | 4 12-palčni topovi 10 6-palčnih topov                 | 18 palcev 14 palcev        | 12.533 ton/114 m 1896/Ladjedelnica Thames Iron Works           | 18,5             | 12 zadetkov, od tega več z granatami velikega kalibra. Osem mornarjev ubitih, devet ranjenih. En 12-palčni top je odstrelila 12-palčna granata z Imperatorja Nikolaja I. |
| Asahi, bojna ladja                                      | 4 12-palčni topovi 14 6-palčnih topov                 | 9 palcev 14 palcev         | 15.200 ton/129,62 m 1899/Ladjedelnica John Brown & Company     | 18,3             | Šest zadetkov, od tega več z granatami velikega kalibra. Posadka 835 častnikov/mornarjev, izgubila enega častnika in šest mornarjev, pet mornarjev težje ranjenih, en častnik in 18 mornarjev lažje ranjenih.:pp.98–106 |
| Kasuga, oklepna križarka                                | 1 10-palčni top 2 8-palčna topova 14 6-palčnih topov  | 5 1/2 palcev               | 7700 ton/105 m 1902/Ladjedelnica Gio. Ansaldo & C.             | 20,1             | En 12-palčni, en 6-palčni in en neidentificiran zadetek. Posadka 609 častnikov/mornarjev. |
| Nisšin, oklepna križarka poveljniška ladja 1. divizije  | 4 8-palčni topovi 14 6-palčnih topov                  | 5,9 palcev                 | 7700 ton/105 m 1903/Ladjedelnica Gio. Ansaldo & C.             | 20,2             | Zadeta s šestimi 12-palčnimi, enim 9-palčnim, dvema 6-palčnima in štirimi neidentificiranimi granatami. Dve 8-palčni topovski cevi sta bili odstreljeni, še ena 8-palčna cev pa je bila izgubljena zaradi eksplozije. Poveljnik 1. divizije, viceadmiral Misu Sōtarō je bil težje ranjen, njegov poveljnik štaba, poveljnik Macui Kenkiči pa je bil ubit. Posadka 609 častnikov/mornarjev; 50 žrtev. |
| Asama, oklepna križarka (2. divizija)                   | 4 8-palčni topovi 14 6-palčnih topov 5 torpednih cevi | 3,5-7 palcev 6,3 palcev    | 9710 ton/134,7 m 1898/Ladjedelnica Armstrong Whitworth         | 22,1             | Zadet 27. maja ob 14.27 z 12-palčno granato, kar je pokvarilo njegov krmilni mehanizem in izpadla je iz formacije. Zadet je bil s tremi 12-palčnimi, dvema 8-palčnima in približno sedmimi manjšimi granatami. Izgubil je 11 mož, ranjenih pa je bilo 13 od 676-članske posadke. |
| Kasagi, oklepna križarka poveljniška ladja 3. divizije  | 2 8-palčna topova 10 12 cm topov 5 torpednih cevi     | - 4,5 palcev               | 4862 ton/114,1 m 1898/Ladjedelnica William Cramp & Sons        | 22,5             | Japonska 3. divizija je 27. maja okrog 14.30 napadla križarke Oleg, Avrora in križarka in poveljniška ladja Kasagi je prejela 6-palčni zadetek pod vodno črto, kjer ni imela oklepnih plošč. To je poplavilo kotlovnico in skladišče premoga ter ubilo enega in ranilo devet mornarjev, zaradi česar je bil potreben remont. Kasagi in njena sestrska ladja, zgrajena v Ameriki, Čitose sta se umaknili iz bitke in viceadmiral DeVa Šigetō je svojo zastavo premaknil na Čitoseja. Posadka 405 častnikov in mornarjev. |
| Harusame, rušilec torpednih čolnov 1. divizija rušilcev | 2 3-palčna topova 4 57 mm topovi 2 torpedni cevi      | N/A                        | 375 ton/69,2 m 1902/Jokosuka pomorski arzenal                  | 29               | 27. maja je med nočnim napadom v zmedi Harusame trčil z Jūgirijem in povzročil resen vdor vode, vendar se je izognil potopu. 62 članov posadke. |
| Jūgiri, rušilec torpednih čolnov (5. divizija rušilcev) | 1 8 cm palčni top 5 57 mm topov 2 torpedni cevi       | N/A                        | 322 ton/63,6 m 1899/Ladjedelnica John I. Thornycroft & Company | 30               | 27. maja je med nočnim napadom v zmedi Jūgiri trčil z drugim rušilcem Harusamejem in si resno poškodoval premec. Izognil se je potopu in se 28. maja privlekel nazaj v Sasebo. 58 članov posadke. |
| Torpedni čoln št. 34                                    | 1 3-funtni top 3 torpedne cevi                        | N/A                        | 83 ton/39 m 1899/Nemčija                                       | 24               | Potopljen 27. maja zaradi ruskega obstreljevanja. Ladja je pripadala Stražarski četrti Takešiki in ni bila del kombinirane flote. |
| Torpedni čoln št. 35                                    | 1 3-funtni top 3 torpedne cevi                        | N/A                        | 83tons/39m 1899/Nemčija                                        | 24               | Potopljen 27. maja zaradi ruskega obstreljevanja. Ladja je pripadala Stražarski četrti Takešiki in ni bila del kombinirane flote. |
| Torpedni čoln št. 69                                    | 2 3-funtna topova 3 torpedne cevi                     | N/A                        | 89 ton/40,1 m 1902/Japonska                                    | 24               | Potopljen 27. maja ponoči sredi torpednega napada po trku z rušilcem torpednih čolnov Japonske cesarske mornarice Akacuki. Akacuki (pozneje preimenovan v Jamabiko) je bil ruska nagrada z bitke v Rumenem morju, zajet 12. avgusta 1904, bivši Rješitelni. |

### Ruske izgube
Na ruski strani je umrlo skupno 216 častnikov in 4614 mornarjev, 278 častnikov in 5629 mornarjev pa je padlo v vojno ujetništvo. V nevtralnih pristaniških je bilo zaprto 79 častnikov in 1783 mornarjev. V Vladivostok in Diego-Suarez je pobegnilo 62 častnikov in 1165 mornarjev. Japonci so imeli mrtvih 117 častnikov in mornarjev ter 583 ranjenih častnikov in mornarjev.
Bitka je bila ponižanje za Rusijo, ki je izgubila vse svoje bojne ladje in večino svojih križark ter rušilcev. Bitka je v praksi končala rusko-japonsko vojno v japonsko korist. Rusi so imeli 4380 mrtvih, 5917 zajetih in še 1862 zaprtih. Japonska cesarska mornarica je zajela dva admirala, Zinovija Rožestvenskega in Nikolaja Nebogatova. Namestnik poveljnika flote, kontraadmiral Dmitrij Gustavovič von Fölkersahm je po možganskih krvavitvah 16. aprila umrl 24. maja 1905 ponoči na bojni ladji Osljabja. Viceadmiral Oskar Enqvist je pobegnil v Manilo na križarki Oleg in Združene države so ga zaprle.

#### Bojne ladje
Rusi so izgubili enajst bojnih ladij, vključno s tremi manjšimi obalnimi bojnimi ladjami, ki so bile potopljene ali zajete s strani Japoncev, ali jih je potopila lastna posadka, da je preprečila njihovo zajetje. Štiri si izgubili zaradi sovražnika v dnevni bitki 27. maja: Knjaz Suvorov, Imperator Aleksandr III, Borodino in Osljabja. Navarin je bil izgubljen v noči z 27. na 28. maj, medtem ko sta bila Sisoj Velikij in Admiral Ušakov potopljena naslednji dan. Štiri druge bojne ladje pod kontraadmiralom Nebogatovom so se bile prisiljene predati in so končale kot vojni plen. Ta skupina je bila sestavljena samo z ene sodobne bojne ladje, Orjol, ene starejše bojne ladje Imperator Nikolaj I in dveh majhnih obalnih bojnih ladij, General-admiral Apraksin in Admiral Senjavin.

#### Križarke
Ruska imperialna mornarica je med bitko izgubila pet od devetih križark, še tri so zajeli Američani, Vladivostok pa je dosegla samo ena. Vladimir Monomah in Svetlana sta bila potopljena naslednji dan med dnevno bitko. Križarka Dmitrij Donskoj se je borila s šestimi japonskimi križarkami in je bitko preživela, vendar jo je posadka potopila 29. maja 1905 zaradi velike škode. Izumrud je nasedel na sibirski obali. Tri ruske oklepne križarke, Avrora, Žemčug in Oleg so pobegnile v ameriško pomorsko oporišče v Manili na Filipinih (takrat pod ameriškim nadzorom), kjer so bile zajete, ker so bile Združene države nevtralne. Samo oborožena jahta (opredeljena kot križarka) Almaz je dosegla Vladivostok.

#### Rušilci in pomožne ladje
Imperialna Rusija je v bitki izgubila tudi šest od devetih rušilcev, enega so zajeli Kitajci, še dva pa sta pobegnila v Vladivostok. To so bili – Bujni (»Буйный«), Bistri (»Быстрый«), Bezuprečni (»Безупречный«), Gromki (»Громкий«) in Blestjašči (»Блестящий«) – potopljen 28. maja, Bjedovij (»Бедовый«) se je isti dan predal. Bodri (»Бодрый«) je bil zajet v Šanghaju; Grozni (»Грозный«) in Bravi (»Бравый«) sta dosegla Vladivostok.
Od pomožnih ladij so bili Kamčatka, Ural in Rus potopljeni 27. maja, Irtiš je nasedla 28. maja, Koreja in Svir sta bila zajeta v Šanghaju; Anadir je pobegnil na Madagaskar. Bolniški ladji Orjol in Kostroma sta bili zajeti; Kostroma je bila pozneje izpuščena.

### Japonske izgube
Japonci so izgubili tri torpedne čolne (Št. 34, 35 in 69). Skupne žrtve so bile 117 mrtvih in 500 ranjenih mornarjev.

### Politične posledice
Prestiž imperialne Rusije je bil močno načet in poraz je bil udarec za dinastijo Romanovih. Večina ruske flote je bila izgubljena; hitra oborožena jahta Almaz (opredeljena kot križarka 2. stopnje) in rušilci Grozni in Bravi so bile edine ruske ladje, ki so dosegle Vladivostok. V knjigi The Guns of August ameriška zgodovinarka in pisateljica Barbara Tuchman trdi, da je bilo zaradi ruskega poraza destabilizirano razmerje moči v Evropi, kar je opogumilo centralne sile in prispevalo k njihovi odločitvi, da leta 1914 začnejo vojno.
Bitka je imela v svetu močne kulturne in politične učinke. Bila je prvi poraz evropske sile s strani azijske države v sodobnem času. Poleg tega je okrepila strahove pred »rumeno nevarnostjo« in ošibila teorijo večvrednosti bele rase, ki je prevladovala v nekaterih zahodnih državah. Mahatma Gandhi (Indija), Mustafa Kemal Atatürk (Turčija), Sun Yat-sen (Kitajska) in Jawaharlal Nehru (Indija) so bili bodoči državni voditelji, ki so ta poraz kolonialne države praznovali. Po zmagi je Japonska postala šesta največja pomorska sila, medtem ko je Ruska imperialna mornarica nazadovala in je bila komaj močnejša od Avstro-ogrske vojne mornarice.

V knjigi The Guinness Book of Decisive Battles britanski zgodovinar Geoffrey Regan trdi, da je zmaga okrepila vse agresivnejše politično in vojaško vodstvo Japonske. Po Reganu je japonska zmaga pri Cušimi:
...ustvarila legendo, ki je bila med japonskimi voditelji naslednjih štirideset let. Britanski admiral je nekoč dejal, 'Tri leta traja, da se zgradi ladjo, ampak 300 let, da se zgradi tradicijo.' Japonska je verjela, da so z zmago zaključili svojo nalogo v nekaj letih... bilo je prelahko. Zmaga Tōga nad eno od svetovnih velesil je prepričala nekatere v japonski vojski, da bi z več ladjami, in z večjimi in boljšimi ladjami lahko podobne zmage dosegli širom Tihega oceana. Mogoče se nobena sila ne bi mogla upirati Japoncem, niti Britanija in Združene države.
Regan prav tako verjame, da je zmaga prispevala k japonski poznejši polomiji, »saj je bil rezultat tako zavajajoč. Vsekakor se je Japonska cesarska mornarica odrezala dobro, ampak njeni nasprotniki so bili šibki in ni bila nepremagljiva... Tōgōva zmaga je postavila Japonsko na pot, ki jo je na koncu pripeljala« do druge svetovne vojne.

### Oboroževalna tekma dreadnoughtov
Britanski prvi pomorski lord, admiral Jackie Fisher, je trdil, da je japonska zmaga pri Cušimi potrdila pomen velikih topov in hitrosti za sodobne bojne ladje. Kapitan William Pakenham s Kraljeve vojne mornarice, ki je bil prisoten na krovu japonske bojne ladje Asahi kot uradni opazovalec med bitko pri Cušimi, »je znamenito pripomnil ... učinek ognja vsakega topa je toliko manjši od večjega topa, da ko streljajo 12-palčni topovi, so streli iz 10-palčnih neopazni ... vse v tej vojni poudarja velikanski pomen za ladjo, v vsaki fazi njene službe, da nosi nekaj najtežjih topov z največjim dosegom, kar jih je možno spraviti vanjo.« Oktobra 1905 so Britanci začeli z gradnjo dreadnoughta HMS Dreadnought, s čimer se je v letih pred letom 1914 začela pomorska oboroževalna tekma med Britanijo in Nemčijo.
Bitka je pospešila pomorsko oboroževalno tekmo na geopolitični ravni. Čeprav se je angleško-nemška pomorska oboroževalna tekma začela leta 1897, je polom ruske mornariške moči leta 1905 dovolil Britaniji, da je poslala večino svojih pomorskih sil v druge regije, zlasti zaradi zagotovitve pomorske premoči svoje zaveznice Japonske na daljnem vzhodu. Posledično je prisotnost večje britanske flote v Evropi pomenila, da morajo Nemci zgraditi razmeroma večjo floto, da bi ohranjali razmerje moči skladno s Tirpitzovim načelom flote v obstajanju. Kraljeva vojna mornarica je morala po drugi strani povečati velikost svoje flote, da je ohranjala svojo relativno moč glede na svoj standard dveh sil. Ta samookrepitveni učinek je pomenil, da bi vsak zunanji pritisk v regionalni pomorski moči ene države, v tem primeru britanske, vodil v ne samo proporcionalno povečanje pomorske moči nasprotne strani, ampak vzajemno večstransko krepitev pomorske moči na obeh straneh, dokler se ne bi vzpostavilo ravnotežje na višji ravni. Na koncu so Nemci po Cušimi v šestih letih sprejeli tri od petih Flotnih zakonov.
Po izbruhu prve svetovne vojne so se Britanci in Nemci zavedali potencialno uničujočih posledic pomorskega poraza na ravni Cušime. Britanci so svojo bojno floto potrebovali za obrambo imperija in trgovskih poti, ki so bile ključne za njihov vojni napor. Winston Churchill, takratni Prvi Lord Admiralitete, je opisal britanskega admirala Johna Jellicoja kot »edinega moža na obeh straneh, ki bi lahko izgubil vojno v popoldnevu.« Nemški pomorski poveljniki so razumeli pomen, ki ga je cesar Viljem II. pripisoval svoji vojni mornarici in diplomatski prestiž, ki ga je nosila. Iz previdnosti sta se v prvi svetovni vojni britanska in nemška flota spopadli samo enkrat, v neodločeni jutlandski bitki.

## Časovnica
27. maja 1905 (japonski standardni čas)
- 04.45 Šinano Maru (Japonska) najde Baltsko floto in pošlje brezžično sporočilo »Sovražnik opažen v kvadratu 203« križarki Icukušima, ki ga posreduje poveljniški ladji kombinirane flote Mikasa.
- 06.05 1. divizija (Mikasa, Šikišima, Fudži, Asahi, Kasuga, Nisšin), 2. divizija (Jakumo, Azuma, Tokiva, Jakumo, Asama, Ivate) in 4. divizija (Asama, Naniva, Akaši, Cušima) japonske kombinirane flote zapustijo sidrišče v zalivu Džinhae (Činhae ali Činkai)[ao] in plujejo vzhodno pri 15 vozlih. »Vreme je pretežno oblačno, veter z jugozahoda, valovi še vedno visoki zaradi nevihtnega vremena v zadnjih dveh dneh.«
- 07.00 Križarka Izumi zamenja Šinano Maru pri poročanju in sledenju Baltski floti, poroča: »Sovražnikova flota je v kvadratu 224 (20 navtičnih milj severozahodno od otoka Ukušima, Nagasaki), premika se v smeri severa-severovzhoda«.
- 10.00 Mikasa pošlje brezžično sporočilo Cesarskemu generalštabu: »Po prejemu poročila opazovalcev bo šla kombinirana flota v bitko s sovražnikovo floto danes pri otoku Okinošima. Današnje vreme je dobro, vendar so valovi visoki. (japonsko 本日天気晴朗なれども波高し)«.
- 10.30 5. bojna divizija (Icukušima, Macušima, Hašidate, Činen) kontaktira Baltsko floto. Ostane s floto na desni strani.
- 11.00 Znane so podrobnosti o formaciji ruske flote: »Desni (vzhodni) bok, 1. kolona rušilcev, 2. kolona Knjaz Suvorov, razred Borodino, razred Borodino, razred Borodino, Osljabja, Sisoj Veliki, Navarin, Nahimov; 3. in 4. kolona (rahlo zadaj) transportne in pomožne ladje, ki jih stražijo rušilci; 5. kolona (levi bok-zahodno) Nikolaj I, obalna bojna ladja razreda Admiral, razred Admiral, razred Admiral, Oleg, Avrora, Donskoj, Monomah«
- 11.30 3. bojna divizija (Kasagi, Čitose, Otova, Niitaka) kontaktira Baltsko floto. Ostane s floto na levem boku.
- 11.55 Tōgō zbere celo posadko na zadnjem krovu Mikase, opiše jim znani položaj in reče »Natačno ciljanje vseh strelov je prva in edina želja, ki jo imam trenutno.«[126]:p.1
- 12.00 Glavni častnik za navigacijo na Mikasi[ap] zabeleži trenutne koordinate, 34°27′N 130°1′E / 34.450°N 130.017°E.[126]:p.1
- 12.00 Ruska flota začne spreminjati formacije. Kasagi in Icukušima poročata o vseh podatkih v radijskih telegramih: »Desni bok Suvorov in 3 razred Borodino; Levi bok Osljabja, Sisoj Velikij, Navarin, Admiral Nahimov, Imperator Nikolaj I in ladje razreda Admiral.«
- 12.30 6. bojna divizija (Suma, Izumi, Čijoda, Akicušima) zasledujejo Baltsko floto.
- 12.38 Na Mikasi ukažejo »bojne položaje«.[126]:p.2
- 13.15 Glavna japonska skupina (Mikasa, Šikišima, Fudži, Asahi, Kasuga, Nisšin in 2. bojna divizija v tem vrstnem redu) vizualno opazi ruske ladje.
- 13.30 Glavna ruska skupina (Knjaz Suvorov, Imperator Aleksandr III, Borodino in Orjol v tem vrstnem redu) se začne premikati na levo (proti severu), da pokrije levo kolono, ki jo vodi Osljabja.
- 13.39 Mikasa dvigne bojno zastavo, in pluje na jug-jugozahod ter se približuje zahodni strani ruskega levega boka.
- 13.54 Mikasa do najbližje ruske ladje Osljabja: 11.000 metrov. Mikasa dvigne 'Z' zastavo, ki pomeni »Usoda cesarstva je odvisna od te bitke, naj vsak mož naredi svojo skrajno dolžnost.«
- 14.00 Mikasa do Osljabje: 9000 metrov. Mikasa obrne krmilo na desno in začne U-obrat s 5 ladjami, ki postopa sledijo v smeri sever-severovzhod.
- 14.03 Šikišimado Osljabje: 8200 metrov. Ko se Šikišima začne obračati, Osljabja začne streljati.
- 14.07 Fudži do Osljabje: 7500 metrov. Fudži konča obrat. Knjaz Suvorov in ruska Baltska flota začnejo streljati s svojimi glavnimi baterijami.
- 14.10 Asahi do Osljabje: 6700 metrov. Asahi konča obrat. Mikasazačne streljati na Osljabjos salvo 6-palčnih granat, da ugotovi izhodiščno razdaljo.[126]:p.2[aq]
- 14.12 Kasuga do Osljabje: 6000 metrov. Mikasa prejme prvi strel z ruskih topov. Šikišima, Fudži, Asahi, Kasuga in Nisšin streljajo na Osljabjo.
- 14.14 Nisšin do Osljabje: 5500 metrov. Osljabja izgubi glavni jambor in osrednji dimnik.
- 14.15 Na Osljabji izbruhne velik požar in ladja upočasni.
- 14.19 Mikasa do Suvorova: 5300 metrov. Japonska glavna skupina začne koncentrirati svoj ogenj na rusko poveljniško ladjo Knjaz Suvorov, ki zdaj vodi levo kolono proti severu-severovzhodu.
- 14.25 Mikasa izgubi vrh zadnjega jambora.[ar] Mikasa se v svoji vrsti obrne proti severovzhodu in nato vzhodu, da »prečka T«. Ruska leva kolona se v odgovor obrne proti severovzhodu in vzhodu-jugovzhodu.
- 14.43 Knjaz Suvorov zagori in izpade iz bojne linije.
- 14.50 Aleksandr se obrne proti severu, sledita mu Borodino in Orjol ter poskušajo zapustiti bojno linijo.
- 14.55 Mikasa in 5 ladij naredijo takojšen U-zavoj levo in se obrnejo proti zahodu-severozahodu v obratnem vrstnem redu (Nisšin prvi, Mikasa zadnja).
- 15.10 Nisšin do Aleksandra: 3700 metrov. Osljabja se potopi. Knjaz Suvorov se poskuša umakniti.
- 15.14 Asahi do Aleksandra: 2700 metrov. Aleksandr opusti beg na sever in se obrne jugovzhodno, sledita mu Borodino in Orjol.
- 15.18 Asahi do Borodina: 2200 metrov.
- 15.50 Nisšin in 5 ladij naredijo še en takojšen U-obrat na levo in se obrnejo proti severovzhodu v običajnem vrstnem redu (Mikasa prva, Nisšin zadnji). Japonska glavna skupina v megli izgubi vizualni stik z rusko glavno skupino.
- 17.51 Ruska pomožna križarka Ural je po bombardiranju 1. bojne divizije in torpedu z bojne ladje Šikišima potopljena.[127]
- 18.03 Mikasa in glavna skupina najde preostanek ruske glavne skupine in skoncentrira ogenj na vodilnega Aleksandra III.
- 18.16 Na Aleksandru izbruhne velik požar. Japonska glavna skupina skoncentrira ogenj na Borodino.
- 19.03 Imperator Aleksandr III se potopi.
- 19.04 Na krmi Borodina se zgodi velika eksplozija.
- 19.20 Knjaz Suvorov se potopi.
- 19.30 Borodino se potopi. Ruska ladja za popravila Kamčatka se potopi. Japonska 1. bojna divizija zapusti bojišče.

28. maj 1905 (japonski standardni čas)
- 05.23 Izvidniška ladja 5. bojne divizije, Jaejama, pošlje ladji Icukušima signal »Sovražnik opažen v kvadratu 603, premika se proti severovzhodu«.
- 05.30 Japonska kombinirana flota se začne zbirati v formaciji z več kot 20 kapitalnimi ladjami vseh bojnih divizij.
- 09.30 Formacija je večinoma sestavljena. Mikasa in 1. bojna divizija se približuje s severa in pluje na jug.
- 10.00 Izumrud se obrne proti jugu in nasede pri visoki hitrosti stran od preostale ruske flote.
- 10.31 Mikasa strelja na ladjo Imperator Nikolaj I z 9000 metrov, ki mu sledijo Orjol, General-admiral Apraksin in Admiral Senjavin v tem vrstnem redu.
- 10.34 Admiral Nebogatov signalizira »XGE P«, kar je po Mednarodni knjigi signalov, ki je bila takrat v uporabi, pomenilo »Predajamo se. Pojdite počasi (nadaljujte počasi)«.
- 10.42 Kasuga dvigne zastavo »sovražnik je obkoljen«.
- 10.45 Admiral Tōgō sprejme predajo. Križarko Svetlana, ki je plula na sever, potopi 3. bojna divizija.
- 10.53 Streljanje se konča.

- Prečkanje T-ja: Japonci so v belem, Rusi v rdečem. Na tej točki je 2. bojna divizija sledila 1.
- Osljabja in Knjaz Suvorov sta poškodovana in se ločujeta od ostalih. Imperator Aleksandr III, Borodino in Orjol se obračajo na sever in bežijo pred japonskimi divizijami.
- Ruska flota v sendviču med 1. in 2. japonsko divizijo
- Ruske ladje v morišču

## V filmu
Bitka je bila v središču dogajanja v dveh zgodovinskih filmih na Japonskem. Prvega, Bitka v Japonskem morju (日本海大海戦, Nihonkai Daikaisen), iz leta 1969, je režiral Seidži Marujama, admirala Tōga igra Toširo Mifune, glasbeno podlago je ustvaril Masaru Sato in posebne učinke Eidži Cuburaja. Dramatiziran prikaz bitke je film Bojna himna (日本海大海戦・海ゆかば, Nihonkai Daikaisen—Umi Yukaba) iz leta 1983 z Mifunejem ponovno v isti vlogi.
Še ena, novejša uprizoritev bitke, je 4. epizoda 3. sezone 2009–2011 taiga dramske serije NHK Saka no Ue no Kumo (坂の上の雲) (dobesedno »Oblaki nad pobočjem«).